# Ad Visser (verdediger)
Adrianus (Ad) Visser ('s-Graveland, 18 oktober 1935) was een Nederlands voetballer.

## Biografie
Ad Visser is de zoon van Hendrik Visser en Wijntje de Boon.
Hij speelde van 1956 tot 1965 bij AFC Ajax als verdediger. Van zijn debuut in het kampioenschap op 18 november 1956 tegen Willem II tot zijn laatste wedstrijd op 20 december 1964 tegen SC Enschede speelde Visser in totaal 71 wedstrijden in het eerste elftal van Ajax.
In 1965 ging hij naar de Blauw-Wit.

## Statistieken
| Seizoen     | Club        |                    | Competitie  | Competitie | Competitie | Beker | Beker | Internationaal | Internationaal | Totaal | Totaal |
| Seizoen     | Club        | Wed.               | Competitie  | Dlp.       | Wed.       | Dlp.  | Wed.  | Dlp.           | Wed.           | Dlp.   |        |
| ----------- | ----------- | ------------------ | ----------- | ---------- | ---------- | ----- | ----- | -------------- | -------------- | ------ | ------ |
| 1956/57     | Ajax        | Vlag van Nederland | Eredivisie  | 23         | 0          | 0     | 0     | —              | —              | 23     | 0      |
| 1957/58     | Ajax        | Vlag van Nederland | Eredivisie  | 0          | 0          | —     | —     | —              | —              | 0      | 0      |
| 1958/59     | Ajax        | Vlag van Nederland | Eredivisie  | 1          | 0          | 1     | 0     | —              | —              | 2      | 0      |
| 1959/60     | Ajax        | Vlag van Nederland | Eredivisie  | 2          | 0          | —     | —     | —              | —              | 2      | 0      |
| 1960/61     | Ajax        | Vlag van Nederland | Eredivisie  | 0          | 0          | 0     | 0     | 0              | 0              | 0      | 0      |
| 1961/62     | Ajax        | Vlag van Nederland | Eredivisie  | 8          | 0          | 0     | 0     | 2              | 0              | 10     | 0      |
| 1962/63     | Ajax        | Vlag van Nederland | Eredivisie  | 1          | 0          | 1     | 0     | —              | —              | 2      | 0      |
| 1963/64     | Ajax        | Vlag van Nederland | Eredivisie  | 28         | 0          | 4     | 1     | 5              | 0              | 37     | 1      |
| 1964/65     | Ajax        | Vlag van Nederland | Eredivisie  | 8          | 0          | 0     | 0     | —              | —              | 8      | 0      |
| Club totaal | Club totaal | Club totaal        | Club totaal | 71         | 0          | 6     | 1     | 7              | 0              | 84     | 1      |

1. ↑  International Football Cup 1961/62 en Europacup II 1961/62.
2. ↑  International Football Cup 1963/64.